# Roberta Índio do Brasil
Roberta Indio do Brasil (São Paulo, 5 de outubro de 1973) é uma ex-atriz, apresentadora e coach brasileira.

## Carreira
Filha de Anna Maria Ferraz, Roberta começou a carreira muito cedo, com apenas 16 anos, ao participar da final da fase carioca do Concurso Garota Zoom, patrocinado pela Discoteca Zoom, do DJ Tonny DiCarlo e Beto Adão em São Conrado, no Rio. Após ser selecionada entre 28 candidatas nas duas semi-finais ocorridas em janeiro, foi eleita a representante da etapa nacional.
A repercussão do evento possibilitou a sua ingressão no concurso Garota Sol de Verão, promovido pela Unidos de Vila Isabel, com Sérgio Romano na presidência do juri e Paulinho Beleza na apresentação das candidatas, de onde saiu vencedora numa apuração que contou com 32 concorrentes, em 20 de janeiro de 1989. Roberta obteve a faixa, o troféu Patisco da Vila e assinou contrato como modelo exclusiva da Ipanema Now Biquinis, que a conduziu ao universo dos desfiles.

### Anos 90
No início de 1990, Roberta foi convidada às pressas para participar da montagem de A Presidenta, de Jean-Jacques Bricaire e Maurice Lasaygues, em substituição à atriz Paula Burlamaqui e o seu desempenho garantiu com que se mantivesse no elenco por mais de dois anos, quase que diariamente, no Teatro da Barra. A peça contava ainda com Jorge Dória, Márcia Real, Felipe Martins, Carvalhinho, Cezar Montenegro, Cibele Larrama e Cláudia Vieira. 
Em 1991 passa a integrar o elenco da primeira montagem musical de O Menino Maluquinho, também no Teatro da Barra, que conta com Maurício Ferraza, Ricardo Bruno, Karla Suíta, Marta Cortes e Márcia Rosado. A peça ganhou com exclusividade uma trilha sonora instrumental composta por Antonio Alves Pinto, filho de Ziraldo. No segundo semestre encarna a filha de Cláudio Cavalcanti na comédia francesa Superpappy, de Francis Joffo, sob a direção de Atílio Riccó, com Older Cazarré, Isaac Bardavid, Lídia Mattos, Maria Lucia Frota, Rodrigo Riccó e grande elenco. Atílio então a convida para uma participação na minissérie O Fantasma da Ópera, da Rede Manchete.
À convite da SARCA, em 7 de agosto de 1991, apresenta o Miss Rio Antigo com Alberto Brizola e reúne cerca de duas mil pessoas no Largo da Carioca, num evento patrocinado pelo Governo do Estado. A parceria se repete no concurso Miss Carioca 1991 que conta, no corpo de jurados, com a presença de Fernando Reski, Clóvis Bornay e Renata Fronzi.
Em 1992 é contratada para o elenco de Os Trapalhões, no quadro Vila Vintém, que era inspirado no filme O Garoto, de Charles Chaplin. Em Vila Vintém Roberta atua como uma moça rica, irmã de Andréa Veiga e protegida pelo mordomo Mussum, enquanto mantém uma paixão platônica pelo cantor Conrado. No ano seguinte investe num projeto musical alternativo com um grupo de samba-reggae denominado A Massa, de Gil Paixão e Pepinho, que chega a gravar um LP em 1993.
Em 1993 atua em A Gaiola das Loucas (Lacage aux Folles), de Jean Poiret, em benefício da Sociedade Viva Cazuza e da campanha do Betinho, a Ação da Cidadania contra a Fome, a Miséria e pela Vida. A peça retrata o universo de uma boate de travestis em Saint Tropez, nos anos 50, onde vive o casal Georges (Jorge Dória) e Albino (Carvalhinho), cuja rotina é quebrada quando o filho Lourenço (Hugo Gross) decide casar com a filha de um político conservador (Marcos Miranda), que é interpretada por Roberta.
Em seguida, no episódio "Viúva Negra", do extinto programa Você Decide, que vai ao ar em 14 de abril de 1994, Roberta atua como a massagista Elenice Silva, da clínica Kyoto, apontada como amante de Edmundo Krauss (Adriano Reys), marido de Eva (Maitê Proença), por quem é flagrada e presta testemunho após o assassinato do empresário.
A essa altura Roberta havia gravado a sua participação na minissérie A Madona de Cedro, dirigida por Denise Saraceni e Tizuka Yamasaki e adaptada por Walther Negrão a partir da obra de Antonio Callado, na qual interpreta Diana. A produção foi exibida de 26 de abril a 6 de maio e contou com externas nas cidades de Congonhas, Mariana e Ouro Preto.
Ainda em 1994 é escalada pela direção e núcleo de Wolf Maya para viver Sofia, na segunda versão de A Viagem. Moradora da pensão de Dona Cininha (Nair Bello), Sofia é uma estudante de violino que idealiza o amor mítico de Eros e Psiquê numa relação com Zeca (Irving São Paulo), até o instante em que engravida sem revelar o pai da criança, criando uma circunstância amorosa com os outros rapazes da pensão. Zeca, pressionado por todos, assume a paternidade para limpar a honra da moça, que por vezes deixa a entender que Padilha (Renato Rabello) seja o verdadeiro pai. Após o casamento, Sofia e Zeca enfrentam inúmeras desavenças antes de, finalmente, assumir o amor de verdade.
Em 1995 participa da telenovela Quatro por Quatro como a médica Isaurinha, ex-mulher de Átila (Paulo Guarnieri), que mantém um caso amoroso com Raí (Marcello Novaes) há bastante tempo. Isaurinha, desmascarada por Átila, mantém um caso não só com Raí, mas com uma série de homens e motivo pelo qual Átila teria dado entrada ao divórcio. Ao mesmo tempo, Isaurinha é contratada por Átila como garota-propaganda da oficina de Raí para atrair mais homens.
Logo mais integra o elenco da telenovela Explode Coração, de Glória Perez, onde interpreta Maria Catarina Lemos, filha de Elizabeth (Renée de Vielmond) e Cesar (Reginaldo Faria), que são divorciados e mantém uma relação à distância através dos filhos. Ao mesmo tempo em que a mãe enfrenta o preconceito pela diferença de idade em sua relação com Serginho (Rodrigo Santoro), Catty enfrenta a aceitação cultural das famílias quando se apaixona pelo cigano Vladimir (Felipe Folgosi), a quem decide se unir contra todos.
Com o fim da novela, Roberta entra em cartaz com o espetáculo adolescente Nó de Gravata, assinado por Miriam Bevilacqua, direção de Francis Mayer e elenco formado por Carmo Dalla Vecchia, Renata Lima, Nádia Lippi, Luana Piovani e Natália Lage, a princípio no Teatro Cândido Mendes, depois partindo numa excursão pelo interior do país. Na sequência entra em cartaz com Tamba: O Rei Leão no Teatro Vannucci, sob a direção de Paulo Afonso de Lima, no qual interpreta uma camareira nordestina aspirante a atriz.
Em 1997 Roberta participa da terceira temporada de Malhação como Tati, filha de Beth (Yoná Magalhães), uma afetada amiga de Bárbara Maldonado (Lucinha Lins) e grava o episódio "Gente Jovem", do programa Você Decide, escrito por Fausto Galvão, que aborda o envolvimento amoroso entre homens maduros e meninas da periferia. No elenco também estão Luciana Vendramini, Fábio Junqueira, Leonardo Vieira, Sandra Barsotti, Nicole Puzzi e Paulo Reis.
Assim como no ano anterior, Roberta desfila pela Acadêmicos do Grande Rio e grava, para o mês de fevereiro, uma terceira participação no Você Decide, dessa vez no episódio "Verdades e Mentiras", com Caco Ciocler e Luciana Vendramini, que viria a ser o seu último.

### Anos 2000
Após o casamento com Bruno de Botton, Roberta interrompe a carreira de atriz para morar nos Estados Unidos e cursar Economia na Universidade Simmons College, em Boston, Massachussets, obtendo validação das disciplinas realizadas anteriormente nas universidades Santa Úrsula e Cândido Mendes. Retorna ao Brasil no ano de 2001, dá a luz à sua primeira filha e mais tarde, no ano de 2005 consegue a validação de seu diploma para o curso de Ciências Econômicas da UNESP.
Em 2006 retoma a carreira artística no teatro e na televisão, participando da novela Cobras & Lagartos como a professora do Sushi (Matheus Costa), filho adotivo de Henriqueta (Cássia Kiss Magro) e segue, por dois anos, em cartaz com o espetáculo A Violência da Carne: Um Manifesto quase Vegetariano na Sala Paulo Emilio Salles Gomes (CCSP), escrita por Marcelo Medeiros, sob a direção de Néia Barbosa e protagonizado por Fábio Azevedo. Também pela Zauara Corpo de Arte, em São Paulo, atua no espetáculo O Pecado Nosso de Cada Dia, no Teatro Julia Bergmann, sob a direção de Jaime Celiberto e Paula Micchi, com Caio Dumon, Mariana Bagarollo, Marcos Petrin, Thais Collote, Windemberg Melo, Alda Ribeiro, Patricia Cardim e Valquiria Antunes.

## Vida pessoal
O namoro entre Roberta e Bruno começou em 1993, quando ambos contavam com 20 anos. O noivado ocorreu em 1999 e após o casamento, foi morar com o marido nos Estados Unidos. A gravidez da primeira filha, Fernanda, fez com que Roberta retornasse ao Brasil em 2001 e com o nascimento da segunda filha, Carolina, em 1997, interrompe mais uma vez a carreira para tratar da alergia multialimentar que a filha havia desenvolvido na gestação.
Atualmente é sócio-administradora da Flead Finanças e Desenvolvimento de Liderança Ltda, onde atua no treinamento em desenvolvimento profissional e gerencial.

## Trabalhos
| Televisão | Televisão                                    | Televisão                    | Televisão | Televisão |
| Ano       | Título                                       | Personagem                   | Emissora  |           |
| --------- | -------------------------------------------- | ---------------------------- | --------- | --------- |
| 1991      | O Fantasma da Ópera                          | -                            | Manchete  |           |
| 1992      | Os Trapalhões (quadro "Vila Vintém")         | Robertinha                   | Globo     |           |
| 1994      | Você Decide (episódio "A Viúva-Negra")       | Elenice Silva                | Globo     |           |
| 1994      | A Madona de Cedro                            | Diana                        | Globo     |           |
| 1994      | A Viagem                                     | Sofia                        | Globo     |           |
| 1995      | Quatro por Quatro                            | Isaurinha                    | Globo     |           |
| 1995      | Explode Coração                              | Maria Catarina Lemos (Catty) | Globo     |           |
| 1997      | Malhação                                     | Tati                         | Globo     |           |
| 1997      | Você Decide (episódio "Gente Jovem")         | -                            | Globo     |           |
| 1998      | Você Decide (episódio "Verdades e Mentiras") | -                            | Globo     |           |
| 2006      | Cobras & Lagartos                            | Recepcionista                | Globo     |           |

| Teatro | Teatro                                               | Teatro                              | Teatro | Teatro |
| Ano    | Título                                               | Direção                             | Elenco |        |
| ------ | ---------------------------------------------------- | ----------------------------------- | --- | ------ |
| 1990   | A Presidenta                                         | José Renato                         | Jorge Dória, Carvalhinho, Márcia Real, Felipe Martins, Cezar Montenegro, Roberta Indio do Brasil, Cibele Larrama e Cláudia Vieira.                        |        |
| 1991   | O Menino Maluquinho                                  | Cléo Busatto                        | Maurício Ferraza, Roberta Indio do Brasil, Ricardo Bruno, Karla Suíta, Marta Cortes e Márcia Rosado.                                                      |        |
| 1992   | Superpappy                                           | Atílio Riccó e Paulo Afonso de Lima | Cláudio Cavalcanti, Older Cazarré, Roberta Indio do Brasil, Isaac Bardavid, Lídia Mattos, Maria Lucia Frota e Rodrigo Riccó.                              |        |
| 1993   | A Gaiola das Loucas                                  | Jorge Fernando                      | Jorge Dória, Carvalhinho, Roberta Indio do Brasil, Norton Nascimento, Monique Lafond, Vera Gimenez e Silveirinha.                                         |        |
| 1994   | Se Você Me Ama                                       | Francis Mayer                       | Patrícia de Sabrit, Jorge Pontual, Danielle Winits, Roberta Indio do Brasil, Henrique Farias, Luciana Migliaccio, Roberto Marconi e Paula Leal.           |        |
| 1996   | Nó de Gravata                                        | Francis Mayer                       | Roberta Indio do Brasil, Carmo Dalla Vecchia, Renata Lima, Nádia Lippi, Luana Piovani e Natália Lage.                                                     |        |
| 1997   | Tamba: o Rei Leão                                    | Paulo Afonso de Lima                | Roberta Indio do Brasil, Isaac Bardavid e grande elenco.                                                                                                  |        |
| 2004   | A Pequena Sereia: O Musical                          | Marcelo Medeiros e Néia Barbosa     | Roberta Indio do Brasil, Marcus Vinicius Parizato e grande elenco.                                                                                        |        |
| 2005   | A Violência da Carne: Um Manifesto quase Vegetariano | Marcelo Medeiros e Néia Barbosa     | Fábio Azevedo, Roberta Indio do Brasil, Roberval Tosta, Marcus Vinicius Parizato, Mônica Negro, Eduardo Acaiabe e Leka Begliomini.                        |        |
| 2006   | O Pecado Nosso de Cada Dia                           | Jaime Celiberto e Paula Micchi      | Caio Dumon, Roberta Indio do Brasil, Mariana Bagarollo, Marcos Petrin, Thais Collote, Windemberg Melo, Alda Ribeiro, Patricia Cardim e Valquiria Antunes. |        |

| Cinema | Cinema                | Cinema     | Cinema         | Cinema |
| Ano    | Título                | Personagem | Produção       |        |
| ------ | --------------------- | ---------- | -------------- | ------ |
| 1998   | Conversa Íntima       | Irma       | Curta-metragem |        |
| 2003   | Laboratório Dramático | Mãe        | Curta-metragem |        |

| Música | Música          | Música |
| Ano    | Título do album |        |
| ------ | --------------- | ------ |
| 1993   | A Massa         |        |